# Ostashkovsky (huyện)
Huyện Ostashkovsky (tiếng Nga: ? райо́н) là một huyện hành chính tự quản (raion), của Tỉnh Tver, Nga. Huyện có diện tích 3148 kilômét vuông, dân số thời điểm ngày 1 tháng 1 năm 2000 là 7900 người. Trung tâm của huyện đóng ở Ostashkov.